# Thời kỳ Hậu nguyên của Ai Cập cổ đại
Thời kỳ Hậu nguyên của Ai Cập cổ đại đề cập đến các triều đại cuối cùng của những nhà cai trị Ai Cập bản địa sau Thời kỳ Chuyển tiếp thứ Ba trong Vương triều thứ 26 do Psamtik I thành lập, nhưng bao gồm cả thời kỳ Achaemenes cai trị Ai Cập sau cuộc chinh phục của Cambyses II vào năm 525 trước Công nguyên. Thời kỳ Hậu nguyên tồn tại từ năm 664 trước Công nguyên cho đến năm 332 trước Công nguyên, sau một thời kỳ cai trị bởi các đế quốc bên ngoài từ Vương triều thứ 25 và bắt đầu với một thời kỳ Neo-Assyrian ngắn ngủi, với Psamtik I ban đầu cai trị như là một chư hầu. Thời kỳ này kết thúc với cuộc chinh phạt của Đế quốc Ba Tư bởi Alexander Đại đế và thành lập triều đại Ptolemaic bởi vị tướng Ptolemaios I Soter của ông, một trong những người Hy Lạp từ georgon ở miền bắc Hy Lạp. Với cuộc chinh phạt Hy Lạp của người Macedonia vào nửa cuối thế kỷ thứ 4 trước Công nguyên, thời đại của Ai Cập thuộc Hy Lạp đã bắt đầu.
Người Libya và Ba Tư xen kẽ cai trị cùng với người Ai Cập bản địa, nhưng các truyền thống vẫn được tiếp tục trong nghệ thuật.